# Kevin Orlando Andrade
Kevin Orlando Andrade (Cali, Valle del Cauca, Colombia, 16 de junio de 1999) es un futbolista colombiano. Juega como defensor y su equipo actual es el Baltika Kaliningrad de la Liga Premier de Rusia.

## Trayectoria

### América de Cali
El 29 de agosto de 2018 debutó como profesional a la edad de 19 años en la derrota 2-0 de Leones por Copa Colombia. 

## Clubes
| Club                | País      | Año           |
| ------------------- | --------- | ------------- |
| América de Cali     | Colombia  | 2018-2023     |
| Platense            | Argentina | 2022          |
| Baltika Kaliningrad | Rusia     | 2024-presente |

## Estadísticas
| Club                       | Div.          | Temporada     | Liga  | Liga  | Copa  | Copa  | Internacional | Internacional | Total | Total |
| Club                       | Div.          | Temporada     | Part. | Goles | Part. | Goles | Part.         | Goles         | Part. | Goles |
| -------------------------- | ------------- | ------------- | ----- | ----- | ----- | ----- | ------------- | ------------- | ----- | ----- |
| América de Cali · Colombia | 1.ª           | 2018          | 0     | 0     | 1     | 0     | -             | -             | 1     | 0     |
| América de Cali · Colombia | 1.ª           | 2019          | 0     | 0     | 2     | 0     | -             | -             | 2     | 0     |
| América de Cali · Colombia | 1.ª           | 2020          | 6     | 0     | 0     | 0     | 0             | 0             | 6     | 0     |
| América de Cali · Colombia | 1.ª           | 2021          | 35    | 1     | 1     | 0     | 5             | 0             | 41    | 1     |
| América de Cali · Colombia | 1.ª           | 2022          | 1     | 0     | -     | -     | -             | -             | 1     | 0     |
| América de Cali · Colombia | 1.ª           | 2023          | 43    | 1     | 2     | 0     | -             | -             | 45    | 1     |
| América de Cali · Colombia | Total club    | Total club    | 85    | 2     | 6     | 0     | 5             | 0             | 96    | 2     |
| Platense Argentina         | 1.ª           | 2022          | 9     | 1     | -     | -     | -             | -             | 9     | 1     |
| Platense Argentina         | Total club    | Total club    | 9     | 1     | -     | -     | -             | -             | 9     | 1     |
| Total carrera              | Total carrera | Total carrera | 94    | 3     | 6     | 0     | 5             | 0             | 105   | 3     |

## Palmarés

### Títulos nacionales
| Título              | Equipo          | País     | Año     |
| ------------------- | --------------- | -------- | ------- |
| Categoría Primera A | América de Cali | Colombia | 2019-II |
| Categoría Primera A | América de Cali | Colombia | 2020    |